# Aleutski otoci
Aleutski otoci su otočje od više od 300 malih otoka vulkanskog podrijetla na sjeverozapadnoj obali Sjeverne Amerike u Tihom oceanu između poluotoka Aljaske i Kamčatke. Aleuti broje 57 vulkana, a na njima po popisu iz 2000. živi 8.162 stanovnika.  

## Povijest
Mnogi antropolozi smatraju da su Aleutski otoci, zbog svoje lokacije, poslužili kao put kojim su Ameriku naselili prvi ljudi (u prapovijesno doba kada je more između Kamčatke i Aljaske bilo zamrznuto).
Otok prvi posjećuju ruski istraživači, trgovci i misionari od 1741. Najstarija trajna naselja ljudi nalaze se na otoku Unalaska, a najstarije je bilo Iliuliuk (nazivano i Unalaska), naseljeno između 1760. – 1775. Aleutski otoci su do 1867., zajedno s Aljaskom, bili dio teritorija Rusije, da bi nakon prodaje Aljaske Amerikancima, samo krajnje zapadna skupina otoka (Komandorski otoci) ostala dio teritorija Rusije, a ostali dio otočja pripao je SAD-u.

### Prapovijest
Zbog položaja otoka, koji se protežu kao slomljeni most od Azije do Amerike, mnogi antropolozi vjeruju da su bili ruta prvih ljudskih putovanja u Ameriku. Najraniji poznati dokaz ljudskog naseljavanja Amerike je mnogo dalje na jugu; rana mjesta naseljavanja ljudi na Aljaski su vjerojatno bila potopljena zbog podizanja razine vode tijekom razdoblja interglacijala. Ljudi koji žive na Aleutskim otocima razvili su fine vještine u lovu, ribolovu i izradi košara.

### Rusko razdoblje
Istraživači, trgovci i misionari počeli su stizati na Aleute od 1741. godine.
Godine 1741. ruska vlada šalje Vitusa Beringa, Danca u službi Rusije i Rusa Alekseja Čirikova u brodovima Sveti Petar i Sveti Pavao na istraživačko putovanje na Sjeverni Pacifik. Nakon što je brodove razdvojila oluja, Čirikov je otkrio nekoliko istočnih otoka iz Aleutske skupine, a Bering je otkrio nekoliko zapadnih otoka i naposljetku se razbio i izgubio život na otoku Komandorskisu (zapovjednikovi otoci) koji sada nosi njegovo ime (Beringov otok). Oni koji su preživjeli iz Beringovog tima dosegli su Kamčatke na brodu izgrađenom iz olupine njihova broda, i izvijestili da su otoci bogati krznašima.
Sibirski lovci na krzna pohrlili su na Komandorske otoke i postupno se selili na istok preko Aleutskih otoke na kopno. Na ovaj način, Rusija je stekla uporište na sjeverozapadnoj obali Sjeverne Amerike. Aleutski otoci su time pripali Rusiji, dok ta zemlja nije prodala sve svoje posjede u Sjevernoj Americi Sjedinjenim Američkim Državama godine 1867.
Tijekom konsolidacije rusko-američke tvrtke dolazilo je do sporadičnih sukoba s domaćim stanovništvom (često pogubnima za slabo naoružane i brojčano znatno slabije Ruse). Kolonije su ubrzo ušle u relativno stabilno stanje na temelju suradnje, miješanih brakova i službene politike koje su davale društveni status, obrazovanje i stručno usavršavanje djeci iz mješovitih Aleutsko-ruskih brakova. U okviru jedne ili dvije generacije uprava je nad rusko-američkim kolonijama iz dana u dan uglavnom predana u ruke domorodaca Aljaske. Neobičajeno za trendove u kolonizaciji u kojima autohtone tehnologije bivaju zamijenjene kolonijlnim, Rusi su usvojili aleutski kajak, ili baidarka, lovačke tehnike za morske vidre i slično. Rusi su pokrenuli javno obrazovanje, očuvanje Aleutskog jezika kroz transliteraciju vjerskih i drugih tekstova na Aleutski jezik putem prihvaćanja ćirilice, cijepljenje od domaćeg stanovništva protiv velikih boginja, i znanstveno utemeljene politike očuvanja morskih sisavaca koje su bili daleko ispred svog vremena.
Oko 1760., ruski trgovac Andrian Tolstih napravio je detaljan popis stanovništva u blizini Adaka i proširio rusko državljanstvo na Aleute.
Istraživači, trgovci i misionari su stigli iz Rusije početkom 1741.
Tijekom trećeg i posljednjeg putovanja, godine 1778., kapetan James Cook istraživao je istočni dio Aleutskog arhipelaga, točno odredio položaj nekih od važnijih otoka, i ispravio mnoge pogreške bivših moreplovaca.

### Pravoslavno nasljeđe
Među prvim kršćanskim misionarima koji su dolazili na Aleutske otoke bila je skupina od deset ruskih pravoslavnih redovnika i svećenika, koji su stigli 1793. U dvije godine, redovnik po imenu Herman bio je jedini preživjeli iz te skupine. Smjestio se na otoku Spruce, u blizini otoka Kodiak i često branio prava Aleućana protiv ruskih trgovačkih društava. On je danas poznat u pravoslavnoj crkvi kao Sveti Herman od Aljaske.
Još jedan rani kršćanski misionar Ruske pravoslavne crkve bio Otac Veniaminov koji je stigao u Unalasku godine 1824. Bio je imenovan biskupom Innokentiija godine 1840. i preselio se u Sitku. Danas je poznat u pravoslavnoj crkvi kao Sveti Inocent od Aljaske.
Glavna su naselja bila na otoku Unalaska. Najstariji je bio Iliuliuk (također zvan Unalaska), naseljen godina 1760. – 1775., s carinarnicom i pravoslavnom crkvom.

### Američki posjed
Nakon američke kupnje Aljaske od Rusije godine 1867. dogodio se daljnji razvoj. Prva javna škola u Unalaski je otvorena 1883. Novogradnje su uključivale metodističku misiju, sirotište i sjedište za znatnu američku flotu mornaričko-redarstvenih brodova šikare koji su patrolirali kod otoka Pribilof. 
Američki Kongres 1924. godine proširio je američko državljanstvo na sve urođenike (ovaj zakon je uključivao autohtone narode na Aljaski).
U Unalaski je godine 1933. izgrađena bolnica od strane Američkog ureda za indijanske poslove.

### Drugi svjetski rat
Tijekom Drugog svjetskog rata, male dijelove Aleutskih otoka okupirale su japanske snage, kada su Attu i Kiska napadnuti kako bi se američke snage preusmjerile dalje od glavnog japanskog napada na Midway. Američka ratna mornarica, nakon što je probila japanske mornaričke šifre, znala je da je to bilo samo skretanje pozornosti, i nije se puno trudila u obrani otoka. Više od 90 Amerikanaca odvedeni su u Japan kao ratni zarobljenici. Većina civilnog stanovništva (preko 800) na Aleutima i Pribilovianima bili su internirani od strane Sjedinjenih Američkih Država u logorima na prevlaci Aljaska. Tijekom pohoda na Aleute, američke i kanadske snage su napale Japance i pobjedom ponovno uspostavile kontrolu nad svim otocima. Otoci su bili također zaustavna točka za stotine zrakoplova koji su poslani od iz Kalifornije u Rusiju, kao dio ratnih napora.
U ponedjeljak, 3. lipnja 2002. bio je slavljen Dan sjećanja na nizozemsku luku. Guverner Aljaske naredio je spuštanje državne zastave na pola koplja u čast 78 vojnika koji su poginuli tijekom dvodnevnog japanskog zračnog napada godine 1942.

## Zemljopis
Otoci, poznati prije 1867.  kao Arhipelag Catherine, obuhvaćaju pet skupina (s istoka na zapad): Otočje Fox, Otoci četiri planine, Andreanof, Otočje Rat, i Bliski otoci (s Buldir Islandom pola puta između otoka Favian i Diana, ali koji nije dio nijedne skupine). Smješteni su između 51° i 55° sjeverne paralele te 172° E i 163° zapadne zemljopisne dužine. Najveći otoci u Aleutima su Unimak (4,069.9 km2), te Unalaska, Umnak u otočju Fox, Atka u otočju Andreanof i Attu (najdalje od kopna) u Bliskim otocima. 
Os arhipelaga je u blizini kopna Aljaske i proteže se jugozapadno, ali kod 179° njen smjer se mijenja na sjeverozapad. Ova promjena smjera odgovara krivulji u pravcu vulkanskih pukotinama koje su pridonijele izgradnji otoka. Takvi lanci se pojavljuju i ponavljaju po Tihom oceanu oko Kurilskih otoka, japanskih lanaca, i na Filipinima. Svi ovi otočni lukovi su na rubu pacifičke ploče i imaju puno seizmičke aktivnosti, ali su još uvijek pogodni za život. Aleuti leže između Pacifičke i Sjevernoameričke tektonske ploče. Općenito nadmorska visina je najveća na istočnim otocima i najmanja među zapadnim. Otočni lanac je zapadni nastavak Aleutskog planinskog lanca na kopnu. 
Velika većina otoka nosi očite tragove vulkanskog podrijetla, a tu su i brojni vulkanski čunjevi na sjevernoj strani lanca, neki od njih koji su i aktivni. Mnogi od otoka, međutim, nisu u cijelosti vulkanski, ali sadrže kristalne ili sedimentne stijene, a također i jantara i slojeva lignita. Obale su stjenovite, a pristup njima izuzetno opasan, s tlom koje s obala odmah izdiže strme planine.
Ovi vulkanski otoci dosežu visinu od 1.900 m. Vulkan Makushin (visine 1.735 m) nalazi se na otoku Unalaska, nije vidljiva iz grada Unalaske, iako je para koja se diže iz vulkana nije baš vidljiva tijekom (rijetkih) vedrih dana. Stanovnici Unalaske se trebaju samo popeti jedan od manjih brda u tom području, kao što su Pyramid Peak ili Mt. Newhall, da bi dobili dobar pogled na snijegom pokriveni vulkan. Vulkani Bogoslof i Otočje Fire, koji su se uzdigli iz mora godine 1796. i 1883. godine, leže oko 50 km zapadno od zaljeva Unalaske.

## Klima
Klima otoka je oceanska, s umjerenim i prilično ujednačenim temperaturama i obilnim kišama. Magle su gotovo stalna pojava. Ljetno vrijeme je puno hladnije nego u jugoistočnoj Aljaski (oko Sitke), ali zimska temperatura na otocima i na Aljaski je gotovo ista. Tijekom zime su otoci centar za polutrajna niskog tlaka području zvanom Aleutska ciklona.
Srednja godišnja temperatura za Unalasku, najnaseljeniji otok u skupini, iznosi oko 5°C, jer je oko oko -1°C u siječnju i oko 11°C u kolovozu. Najviša i najniža temperatura izmjerena na otocima je 26°C tj. -15°C. Prosječna godišnja količina oborina je oko 2.000 mm, a Unalaska, s oko 250 kišnih dana u godini je jedno od najkišovitijih mjesta u Sjedinjenim Državama.

## Flora
Sezona rasta biljaka traje oko 135 dana, od početka svibnja do kasnog rujna, ali poljoprivreda je ograničena na podizanje nekoliko vrsta povrća. S izuzetkom nekih zakinutih vrba, velika većina lanca je ogoljena od izvornih stabala. Na nekim otocima, kao što su Adak i Amaknak, postoji nešto crnogoričnog drveća još iz razdoblja ruske uprave. Dok visoka stabla rastu u mnogim hladnim podnebljima, Aleutske crnogorice - nekima od njih procjenjuju se starost od dvjesto godina, a rijetko dosegnu visinu od 3 metra, a mnogi od njih su još uvijek niži od 1,5 m visine. To je zato što Aleutski otoci, poput Faulklanda i drugih otoka na sličnim geografskim širinama, te su podložni utjecaju snažnih vjetrova koji lome visoka stabla.
Umjesto stabala, otoci su pokriveni bujnim, gustim biljem i raslinjem, uključujući Empetrum nigrum, Calamagrostis canadensis, trave, šaševe i mnoge cvjetnice. Postoje područja tresetišta u blizini obale. Ugrožene su endemske biljke kao npr. Polystichum aleuticum.

## Fauna
Aleuti su dom mnogih velikih kolonija morskih ptica, uključujući otok Buldir, s 21 vrste morskih ptica koje se razmnožavaju, uključujući i Beringovo morskoendemske crvenonoge Kittiwake. Veliki kolonije morskih ptica su također prisutne na Kiski, Gareloiju, Semisopochnoiju, Bogoslofu, i drugima. Otoke također posjećuju azijske ptice lutalice, uključujući i Luscinia calliope, Locustella lanceolata i Mesophoyx intermedia.
Staništa na Aleutima uglavnom su neiskvarena, ali biljni i životinjski svijet je pod utjecajem konkurencije iz unesenih vrsta, kao što su goveda, karibui i lisice. Radioaktivnost je još uvijek prisutna u okolišu nakon testiranja nuklearnog oružja na otoku Amchitka 1971. Danas su gotovo svi Aleutski otoci zaštićeni kao dio Alaska Maritime National Wildlife Refuge i Aleutian Islands Wilderness.

## Stanovništvo
Domorodačko stanovništvo naziva sebe Unangan, a vani su sada uglavnom poznati pod imenom  "Aleuti" ili "Aleućani".
Aleutski jezik je jedan od dvije glavne grane Eskimsko-Aleutske jezične porodice. Ova porodica nema poznatih srodnika.
Popis stanovništva iz 2000 zabilježio je populaciju od 8.162 na Aleutskim otocima, od kojih 4.283 živi u glavnom naselju Unalaska. 

## Gospodarstvo
Na manje planinskim otocima, vjerovalo se da je izvediv uzgoj ovaca i sobova. Postoje i bizoni na otocima u blizini Sand Pointa. Uzgoj ovaca je izumro po svemu sudeći pojavom sintetičkih vlakana koja su snizila vrijednost vune. Tijekom 1980-ih, bilo je nekih ljama koje su se uzgajale na Unalaski. Danas se gospodarstvo prvenstveno temelji na ribolovu, te u manjoj mjeri, prisutnosti američke vojske. Krumpir je jedino povrće koje se uzgaja. Pilići se uzgajaju u stajama pod zaštitom od hladnoće.